# Chetogena palteata
Chetogena palteata là một loài ruồi trong họ Tachinidae.